# وذمة نزفية حادة في الرضع
الوذمة النزفية الحادة في الرضع* هي حالةٌ جلدية تؤثر على الأطفال تحت سن عامين والذين لديهم تاريخٌ مرضي حديث بأحد أمراض السبيل التنفسي العلوي، أو تاريخٌ حديث من استعمال المضادات الحيوية، أو لديهم كلا الاحتمالين.:833 وُصف هذا المرض للمرة الأولى عام 1938 بواسطة فينكلشتاين، وفيما بعد وصفه سيدلماير وأطلق عليه اسم «فرفرية سيدلماير الأربية».

## التسمية
الوذمة النزفية الحادة في الرضع^ (بالإنجليزية: Acute hemorrhagic edema of infancy)‏، وتسمى أيضًا:
- وذمة نزفية حادة في مرحلة الطفولة (acute hemorrhagic edema of childhood).[4]
- مرض فينكلشتاين (Finkelstein's disease).[1]
- الوذمة والفرفرية شبيهة القزحية ما بعد العدوى في الرضع (infantile postinfectious iris-like purpura and edema).[1]
- فرفرية شبيهة الميدالية (medallion-like purpura).[1]
- متلازمة سيدلماير (Seidlmayer syndrome).[1]
- كما تسمى بالفرنسية (purpura en cocarde avec oedema).[1]